# Mollisia fallens
Mollisia fallens är en svampart som beskrevs av P. Karst. 1871. Mollisia fallens ingår i släktet Mollisia och familjen Dermateaceae.   Inga underarter finns listade i Catalogue of Life.